# Mircea Romașcanu
Mircea Romașcanu (n. 11 martie 1953, Otopeni, România) este un fost important ciclist român si Maestru Emerit al Sportului. Din anul 1988 a antrenat echipele de ciclism ale C.S. Dinamo București și C.S. Otopeni. Ca sportiv a concurat la cursa individuală pe șosea la Jocurile Olimpice de vară din 1980. Mircea Romașcanu a câștigat Turul Ciclist al României în 1974, 1983 și 1985, plasându-se al doilea în 1988. A mai câștigat etape in Turul Elvetiei GP Wilhelm Tell, Turul Italiei Giro delle Regioni, Turul Greciei, Turciei. A câștigat mai multe etape din Cursa Păcii în 1976, 1981, 1982 si 1983.

## Palmares sportiv
| 1972                                                                                   | Campionatul Național – 4 titluri campion național la juniori |
| 1973                                                                                   | Turul României: loc 2 etapa (contratimp individual) si loc 14 clas. gen. individual |
| 1973                                                                                   | Cupa Cibo: loc 1 clas. gen indiv |
| 1973                                                                                   | Cupa FRC: loc 5 clas gen indiv |
| 1973                                                                                   | Cursa Munților (Cupa Dinamo): loc 3 clas. gen indiv |
| 1973                                                                                   | CB: loc 2 echipe |
| 1973                                                                                   | CN: 2 titluri campion național |
| 1974                                                                                   | Turul României:2 loc 2 etape si loc I clas. gen. indiv |
| 1974                                                                                   | Turul Elvetiei: loc 1 / etapa si 2 loc 6/etapa, loc 9 clas. gen. indiv |
| 1974                                                                                   | Giro delle Regioni (Italia): loc 11 clas. gen indiv |
| 1974                                                                                   | Cursa Munților (Cupa Dinamo): loc 2 clas. gen indiv. (București-Sinaia–Predeal) |
| 1974                                                                                   | Cupa Victoriei (Cupa Steaua): loc 3 clas. gen indiv. |
| 1974                                                                                   | Cupa FRC: loc 3 clas gen indiv. si 2 loc 1 /etape |
| 1974                                                                                   | CB: loc 2 echipe si loc 3 indiv |
| 1974                                                                                   | CN: 3 titluri campion național |
| 1975                                                                                   | Tour de Suisse : loc 2 / etapa, loc 12 clas. gen. indiv.si loc 2 clas. combativitate; |
| 1975                                                                                   | Coppa Liberation (Italia) loc 11 clas. gen. indiv. |
| 1975                                                                                   | Giro delle Regioni (Italia) : loc 2 / etapa, loc 3 clas. cataratori |
| 1975                                                                                   | Cupa FRC: loc 1 /etapa |
| 1975                                                                                   | Cursa Munților (Cupa Dinamo): loc 1 / etapa |
| 1975                                                                                   | CB 2 loc 1 |
| 1975                                                                                   | CN: 4 titluri campion național |
| 1976                                                                                   | Cursa Păcii 24 echipe naționale din 24 de țări participante Varșovia-Berlin–Praga Loc 1 - etapa Frankfurt – Forst (Baden) – 24 km ( contratimp individual) Loc 6 – etapa Cracovia – Kielce – 118 km. Loc 8 – etapa Frankfurt – total Loc 14 clas. gen indiv. si loc 6 echipe.                                |
| 1976                                                                                   | Settimana Ciclistica Bergamasca (Italia) loc 10 clas. gen. indiv. |
| 1976                                                                                   | Giro delle Regioni (Italia): loc 2 / etapa si loc 12 clas. gen. indiv. |
| 1976                                                                                   | Cursa Munților (Cupa Dinamo): loc 2 clas. gen. indiv. |
| 1976                                                                                   | CB: 1 loc 2 echipe si 1 loc 3 indiv. |
| 1976                                                                                   | CN: 6 titluri campion național |
| 1977                                                                                   | Cursa Păcii ( 26 echipe naționale din 26 de țări participante) Varșovia-Berlin–Praga Loc 3 - etapa Dresda – Mlada Boleslav Loc 25 clas. gen indiv., loc 3 calas. Cataratori si loc 6 echipe. |
| Giro delle Regioni (Italia): loc 14 clas. gen. indiv. si 2 locuri 3 etape              | |
| Niedersachsen-Rundfahrt (Germania) loc 8 clas. gen. indiv., loc 2 clas. combativitate. | |
| Presidential Cycling Tour of Turkey loc 8                                              | |
| CB: 1 loc 2                                                                            | |
| CN: 3 titluri campion național                                                         | |
| 1978                                                                                   | Cursa Păcii (23 echipe naționale din 23 de țări participante) Varșovia-Berlin–Praga LOC 3 CLASAMENT GENERAL INDIVIDUAL Loc 2 - etapa Suhl – Gera – 162 km. Loc 6 – etapa Praga – Liberec – 140 km. Loc 6 echipe                                                                                              |
| 1978                                                                                   | Giro delle Regioni ( Italia ) : loc 9 clas. gen. indiv., loc 1 clas. cataratori |
| 1978                                                                                   | Cupa FRC (Constanța: loc 1 clas. gen. indiv. |
| 1978                                                                                   | Turul Bulgariei loc 5 clas. gen indiv., 2 locuri 2 / etape |
| 1978                                                                                   | Conc. Internationale Niedersachsen–Rundfahrt (Germania) loc 3 clas. cataratori si loc 2 / etapa |
| 1978                                                                                   | CB: 1 loc 2 si 1 loc 3 |
| 1978                                                                                   | CN: 6 titluri campion național si 2 recorduri naționale velodrom |
| 1979                                                                                   | Cursa Păcii (26 echipe naționale din 26 de țări participante) Varșovia-Berlin–Praga Loc 5 - etapa Dubnica - Banska Bystrica – 137 km. Loc 10 – etapa Szczecin - Rostock – 206 km. Loc 13 clas. gen indiv. LOC 1 CLAS. COMBATIVITATE si loc 3 clas. cataratori                                                |
| 1979                                                                                   | Turul Prezintetial al Turciei loc 1 clas. gen indiv., 2 locuri 1 / etape, loc 1 clas. cataratori |
| 1979                                                                                   | CB: 2 locuri 2 |
| 1979                                                                                   | CN: 4 titluri campion național |
| 1980                                                                                   | Jocurile Olimpice, Moscova – participant |
| 1980                                                                                   | Cursa Păcii ( 22 echipe naționale din 22 de țări participante ) Varșovia-Berlin–Praga Loc 4 - etapa Halle – Karl Marx Stadt – 149 km. Loc 10 – etapa SzcZecin – Rostok – 206 km. Loc 17 clas. gen indiv. |
| 1980                                                                                   | Turul Insulei Rodos Grecia loc 1 clas. gen. indiv. |
| 1980                                                                                   | Turul Bulgariei - loc 12 clas. gen. indiv., loc 2 clas. cataratori si loc 3 echipe.; |
| 1980                                                                                   | CB: 1 loc1 si 1 loc 3 |
| 1980                                                                                   | CN: 4 titluri campion național |
| 1981                                                                                   | Cursa Păcii (24 echipe naționale din 24 de țări participante) Varșovia-Berlin–Praga Loc 1 - etapa Gera Karlovy Vary – 161 km. Loc 3 – etapa Lodz – Varșovia – 145 km. Loc 9 – etapa Opole – Lodz – 192 km Loc 5 clas. gen echipe                                                                             |
| 1981                                                                                   | Turul Iugoslaviei loc 6 clas. gen. indiv., loc 3 clas. cataratori si 2 locuri 3 / etape |
| 1981                                                                                   | Giro delle Regioni (Italia) : loc 8 clas. gen. indiv., loc 2 clas. cataratori si loc 3 / etapa |
| 1981                                                                                   | Cursa Munților (Cupa Dinamo): loc 1 clas. gen. indiv. |
| 1981                                                                                   | Cupa Cibo: loc 1 clas. gen. indiv. |
| 1981                                                                                   | CN: 4 titluri campion național |
| 1982                                                                                   | Cursa Păcii (22 echipe naționale din 22 de țări participante) Varșovia -Berlin – Praga Loc 1 - etapa Neubrandenburg – Berlin – 186 km. Loc 4 – etapa Kutno – Poznan -178 km. Loc 9 – etapa Praga – Hradec Králové – 184 km. Loc 9 – etapa Olomouc – Dubnica – 185 km. Loc 20 clas. gen indiv.si loc 6 echipe |
| 1982                                                                                   | Turul Dobrogei loc 1 clas. gen. indiv. |
| 1982                                                                                   | Cupa Vointa loc 1 clas. gen. indiv. |